# Мирандола (Фиренца)
Мирандола је насеље у Италији у округу Фиренца, региону Тоскана.
Према процени из 2011. у насељу је живело 68 становника. Насеље се налази на надморској висини од 219 м.